# RT-20
RT-20 (хорв. RučniTop-20, «ручная пушка 20-й модели») — хорватская крупнокалиберная снайперская винтовка, выпускающаяся предприятием RH-Alan.
Технически представляет собой винтовку с продольно-скользящим поворотным затвором. RT-20 комплектуется оптическим прицелом, открытые прицельные приспособления отсутствуют. Главное предназначение винтовки — поражение бронетехники, в этом ей помогает мощный патрон 20×110 мм Hispano, имеющий высокие поражающие характеристики. Данный патрон является главным преимуществом винтовки. Соответственно, отдача очень сильная.

## Описание
Интересная особенность данной винтовки — компоновка булл-пап. Винтовка однозарядная, имеет продольно-скользящий затвор. Имеет достаточно большую массу — 19,2 кг и достаточно большую длину — 1330 мм.

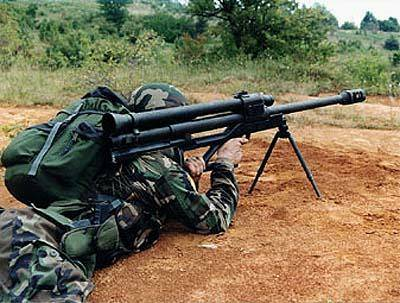
Стрельба из RT-20

Эффективная дальность стрельбы около 1,8 км. В самой Хорватии RT-20 классифицируется как «ручная пушка», помимо больших габаритов и очень высокой поражающей силы, винтовка имеет другие особенности. Например отсутствие магазина и сложность в эксплуатации. Одному солдату достаточно сложно управиться с ней. Оптический прицел находится слева относительно продольной оси ствола. RT-20 имеет «реактивную» систему компенсации отдачи безоткатного типа, по типу противотанковых гранатомётов, — пороховые газы, расширяясь, свободно выходят в противоположном направлении через трубку над стволом. Пистолетная рукоятка со спусковым крючком, переходящая в приклад находится впереди ствольной коробки, снизу под стволом. Стрельба должна вестись с упора, для удобства оружие оснащено складными сошками.
Учитывая мощные параметры винтовки, она мало подходит для поражения пехоты противника. Тем не менее, на поле боя солдат уже не так часто появляется без поддержки авиации или бронетехники. Именно для поражения бронированной техники противника и поддержки собственной эта «переносная пушка» подходит лучше всего.